# Benjamin Herth
Benjamin Herth (* 3. August 1985 in Biberach an der Riß) ist ein ehemaliger deutscher Handballspieler, der für die deutsche Nationalmannschaft auflief.

## Karriere
Benjamin Herth begann seine Karriere bei der Turngemeinde Biberach und gewann dort 2003 das Internationale Biberacher OsterTurnier. Im selben Jahr wechselte Herth über die JSG Balingen-Weilstetten zur HBW Balingen-Weilstetten, wo er zunächst in der 2. Handball-Bundesliga und ab 2006 auch in der ersten Bundesliga spielte. Ab der Saison 2013/14 stand er beim TBV Lemgo unter Vertrag. Im September 2014 wurde bekannt, dass sein 2015 auslaufender Vertrag beim TBV nicht verlängert wird. Anschließend schloss er sich dem TuS N-Lübbecke an. Im Januar 2016 wechselte Herth zum SC DHfK Leipzig. Zur Saison 2016/17 wechselte er zur DJK Rimpar. In der Saison 2020/21 stand er beim Drittligisten HSC Bad Neustadt unter Vertrag. In der Saison 2022/23 lief er nochmals für den Drittligisten DJK Waldbüttelbrunn auf.
Am 1. Dezember 2009 feierte Herth sein Debüt in der deutschen Nationalmannschaft unter Leitung von Heiner Brand. In seinem ersten Spiel in Münster gegen Belarus traf Benjamin Herth zweimal. Außerdem bestritt Herth sechs Jugend- und zwei Junioren-Länderspiele.
Herth, der die A-Trainerlizenz besitzt, ist seit September 2021 beim bayerischen Handball-Verband als Landestrainer tätig. Im Januar 2024 übernahm er zusätzlich den deutschen Viertligisten Regensburg Adler.

## Bundesligabilanz
| Saison    | Verein                   | Spielklasse | Spiele | Tore | 7-Meter | Feldtore |
| --------- | ------------------------ | ----------- | ------ | ---- | ------- | -------- |
| 2006/07   | HBW Balingen-Weilstetten | Bundesliga  | 27     | 70   | 29      | 41       |
| 2007/08   | HBW Balingen-Weilstetten | Bundesliga  | 25     | 63   | 27      | 36       |
| 2008/09   | HBW Balingen-Weilstetten | Bundesliga  | 27     | 63   | 35      | 28       |
| 2009/10   | HBW Balingen-Weilstetten | Bundesliga  | 34     | 179  | 101     | 78       |
| 2010/11   | HBW Balingen-Weilstetten | Bundesliga  | 34     | 215  | 77      | 138      |
| 2011/12   | HBW Balingen-Weilstetten | Bundesliga  | 26     | 102  | 35      | 67       |
| 2012/13   | HBW Balingen-Weilstetten | Bundesliga  | 26     | 132  | 55      | 77       |
| 2013/14   | TBV Lemgo                | Bundesliga  | 34     | 109  | 26      | 83       |
| 2014/15   | TBV Lemgo                | Bundesliga  | 31     | 71   | 2       | 69       |
| 2015/16   | TuS N-Lübbecke           | Bundesliga  | 17     | 11   | 10      | 1        |
| 2015/16   | SC DHfK Leipzig          | Bundesliga  | 11     | 7    | 0       | 7        |
| 2006–2016 | gesamt                   | Bundesliga  | 292    | 1022 | 397     | 625      |

Quelle: Spielerprofil bei der Handball-Bundesliga